# Širo Azumi
Širo Azumi (japonsko 安積 四郎), japonski nogometaš.
Za japonsko nogometno reprezentanco je odigral tri uradne tekme.